# Friedrich Wilhelm Bergmann

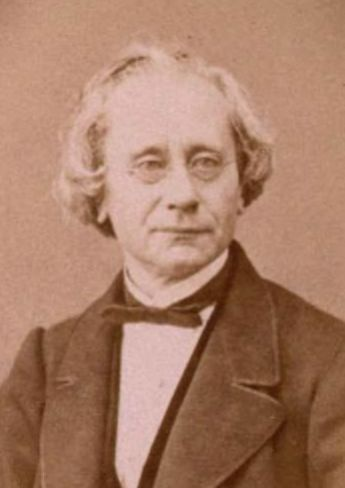
Friedrich Wilhelm Bergmann, 1872

Friedrich Wilhelm Bergmann, auch Frédéric-Guillaume Bergmann (* 9. Februar 1812 in Straßburg; † 14. November 1887 in Straßburg) war ein elsässischer Sprachwissenschaftler.

## Leben
Friedrich Wilhelm Bergmann war ein Sohn des in Straßburg tätigen Zinngießers Anton Josef Bergmann (1776–1839) und dessen Ehefrau, der Pfarrerstochter Christiane Sophie Roessel. Der Kaufmann und Politiker Gustav Adolf Bergmann war sein jüngerer Bruder.
Bergmann studierte in Straßburg Theologie, dann in Göttingen, Berlin und Paris Philologie. Er wurde 1838 zum Professor der ausländischen Literatur an der philosophischen Fakultät zu Straßburg ernannt. 1872 wurde er ordentlicher Professor an der neu gegründeten Kaiser-Wilhelms-Universität Straßburg. Da dort jedoch auch der Germanist Wilhelm Scherer umfassend wirkte, ließ Bergmann sich bereits 1877 emeritieren.
Bergmann beschäftigte sich neben neueren auch mit altnordischen, indogermanischen und semitischen Sprachen. Er gehörte zu den ersten Akademikern Frankreichs, die das Sanskrit in ihren Vorträgen behandelten. In seinen letzten Lebensjahren bearbeitete er biblische Bücher und war Herausgeber elsässischer Dialektstudien.
Bergmann heiratete 1841 Emilie Mathilde Bartholmé, Tochter eines Weinhändlers. Aus der Ehe gingen eine Tochter und zwei Söhne hervor.
Bergmann starb 1887 in seiner Heimatstadt Straßburg an den Folgen eines Schlaganfalls. Seine Grabstätte befindet sich auf dem Cimetière Saint-Gall im Stadtteil Koeniogshoffen (Sektion 1A-6-6).

## Mitgliedschaften
Friedrich Wilhelm Bergmann war Mitglied der Deutschen Morgenländischen Gesellschaft.

## Veröffentlichungen
Allgemeine Sprachwissenschaft
- L'unité de l'espèce humaine et la pluralité des langues primitives (Paris 1864);
- De l'unité de composition grammaticale et syntactique dans les différentes familles de langues (Paris 1864);
- Curiosités linguistiques (Colmar 1870);
- Sprachliche Studien (Straßburg 1872);
- Résumé d'études d'ontologie générale et de linguistique générale, ou Essais sur la nature et l'origine des êtres, la pluralité des langues primitives et la formation de la matière première des mots (3. Aufl., Paris 1875);
- Cours de linguistique (Paris 1875);
- Thesen zur Erklärung der natürlichen Entstehung der Ursprachen (Straßburg 1879).

Altnordische Literatur
- Poëmes Islandais (Voluspa, Vafthrudnismal, Lokasenna), tirés de l'Edda de Saemund (Paris 1838);
- Les chants de Sol (Straßburg 1858);
- La fascination de Gulfi  (2. Aufl., Paris 1871);
- Sämtliche Eddagedichte, kritisch hergestellt, übersetzt und erklärt(Leipzig 1872–79).

Dante
- Dante et sa Comédie (Straßburg 1863);
- La Vision de Dante au Paradis terrestre (Colmar 1865);
- Les prétendues maitresses de Dante (Straßburg 1869) und
- Dante: sa vie et ses oeuvres (2. Aufl., Straßburg 1881).

Sonstiges
- Sur l'origine et la signification des romans du Saint-Graal (Strasbourg 1840);
- Les Scythes(2. Aufl. 1860);
- Les Gétes ou la filiation généalogique des Scythes aux Gètes et des Gètes aux Germains aux Scandinaves (Straßburg 1859);
- Les Amazones dans l'histoire et dans la fable (Colmar 1852);
- Les peuples primitifs de la race de Iafète (Colmar. 1853);
- La priamèle dans le diffèrentes littèratures anciennes et modernes (Straßburg 1868);
- Straßburger Volksgespräche (Straßburg 1871) n. a.